# Béatification de Paul VI

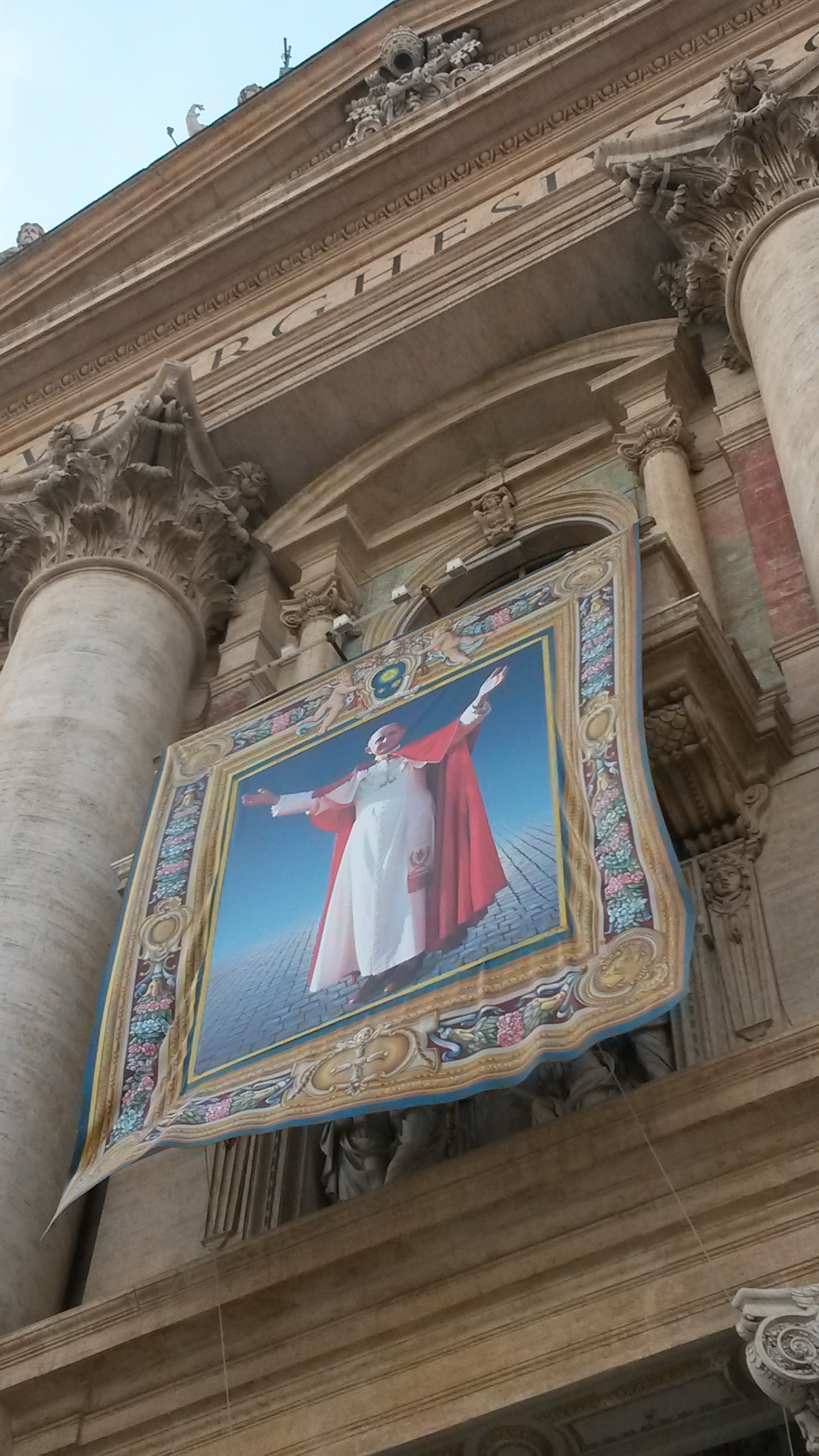
Portrait du pape Paul VI exposé sur la façade de la basilique Saint-Pierre le jour de sa béatification le 19 octobre 2014.

La béatification du pape Paul VI, mort en 1978, a été proclamée le 19 octobre 2014 après la reconnaissance d'un miracle attribué à son intercession. La cause pour la béatification et une éventuelle canonisation, est ouverte depuis 1993. Déclaré « Serviteur de Dieu », puis « Vénérable », il est devenu « Bienheureux » de l'Église catholique romaine.

## Histoire

### Procès diocésain
Le 18 mars 1993 le pape Jean-Paul II ouvre sa cause de béatification ; le procès diocésain commence le 11 mai 1993 à Rome, il est alors « Serviteur de Dieu ». Le postulateur de la cause était le père Antonio Marrazzo. Le procès diocésain conclut son activité le 18 mars 1998. Le père Luigi Villa, jouant le rôle de l'avocat du diable, publie un livre intitulé Paul VI : béatifié ? écrit dans l'opposition à la cause de béatification.

### Phase romaine
La positio est envoyée à la Congrégation pour les causes des saints en 2011.
À la suite du bon déroulement de la phase romaine, le dossier est transmis au pape Benoît XVI qui reconnaît ses vertus héroïques le 20 décembre 2012. De ce fait, Paul VI est déclaré « Vénérable ».

### Miracle et enquête
Début 2014, à la suite de la reconnaissance de la part des théologiens et scientifiques, les prélats de la Congrégation pour la cause des saints reconnaissent un premier miracle dû à l'intercession du vénérable Paul VI.
Le miracle retenu pour la béatification est celui de la guérison en 2001 d'un nourrisson américain victime d'une malformation au cours de la grossesse. Alors que les médecins conseillaient à la future mère d'avorter, celle-ci refusa et s'en remit à l'intercession de Paul VI, connu pour avoir été un grand défenseur de la vie, de par son encyclique Humanae Vitae. L'enfant, âgé de 13 ans au moment de la béatification, ne connaît aucun souci de santé. Le pape François signe le décret de béatification du vénérable Paul VI le 9 mai 2014, à la suite de la reconnaissance officielle de ce miracle.

## Béatification
Le Vénérable serviteur de Dieu Paul VI a été béatifié dans la matinée du 19 octobre 2014, à l'occasion de la messe solennelle de clôture du Synode extraordinaire sur la famille. La cérémonie a été présidée par le pape François, en présence du pape émérite Benoît XVI et de nombreux cardinaux et évêques, présents à l'occasion du synode.
La béatification a été célébrée devant 70 000 fidèles venus des cinq continents. Au cours de la cérémonie, est présentée aux fidèles une relique de Paul VI : un vêtement taché de sang lorsque le pontife échappa à une tentative d'assassinat en 1970.
La commémoration liturgique du Bienheureux Paul VI a été fixée au 26 septembre, jour anniversaire de sa naissance, à mémoire locale.
Malgré sa béatification, la tombe de Paul VI reste dans la nécropole papale de la basilique Saint-Pierre, sans monument particulier, comme l'avait souhaité l'ancien pape.

### Dignitaires présents
| Pays     | Délégations officielles           | Titre                                                   |
| -------- | --------------------------------- | ------------------------------------------------------- |
| Angola   | Rosa Cruz e Silva Georges Chikoti | Ministre de la Culture Ministre des Affaires étrangères |
| Taïwan   | David Lin                         | Ministre des Affaires étrangères                        |
| Zimbabwe | Robert Mugabe Grace Mugabe        | Président Première dame                                 |

### Source
- (en) Communiqué de sa béatification sur radio vatican.